# Вороб'ївка (Пуховицький район)
Вороб'ївка (біл. вёска Вераб’ёўка) — село в складі Пуховицького району Мінської області, Білорусь. Село підпорядковане Новопольській сільській раді, розташоване в центральній частині області.